# Dire Straits
Dire Straits foi uma banda de rock britânica formada em 1977 por Mark Knopfler (guitarra e vocais), seu irmão David Knopfler (guitarra), John Illsley (baixo) e Pick Withers (bateria). Embora formada em uma época em que o punk rock reinava absoluto, decidiram lidar com as convenções do rock clássico. Não tardou para que a banda se tornasse conhecida mundialmente, ganhando o status de disco de platina logo em seu primeiro álbum. Mesmo com "pouco" tempo de banda e apenas 6 álbuns de estúdio, a banda ultrapassou a marca de 100 milhões de discos vendidos mundialmente.
Entre suas canções mais conhecidas estão "Sultans of Swing", "Lady Writer", "Your Latest Trick", "Romeo and Juliet", "Why Worry", "So Far Away", "Money for Nothing", "Walk of Life", "Tunnel of Love" e "Brothers in Arms".
Apesar do grande sucesso, a banda terminou sem estardalhaços em 1995,  quando Mark Knopfler expressou o desejo de não mais fazer turnês em larga escala, passando imediatamente a se dedicar integralmente à sua carreira solo.

## História

### Início
Os Dire Straits gravaram e lançaram o seu primeiro e auto-intitulado álbum em 1978 embora a banda tenha sido criada em 1977. Fez sucesso inicialmente no Reino Unido, para depois se espalhar pelo resto da Europa e então Estados Unidos. O single Sultans of Swing alcançou as paradas britânicas. O segundo álbum Communiqué foi lançado no ano seguinte. A formação da banda mudou ao longo dos anos, restando somente Mark Knopfler e John Illsley como remanescentes da formação inicial.

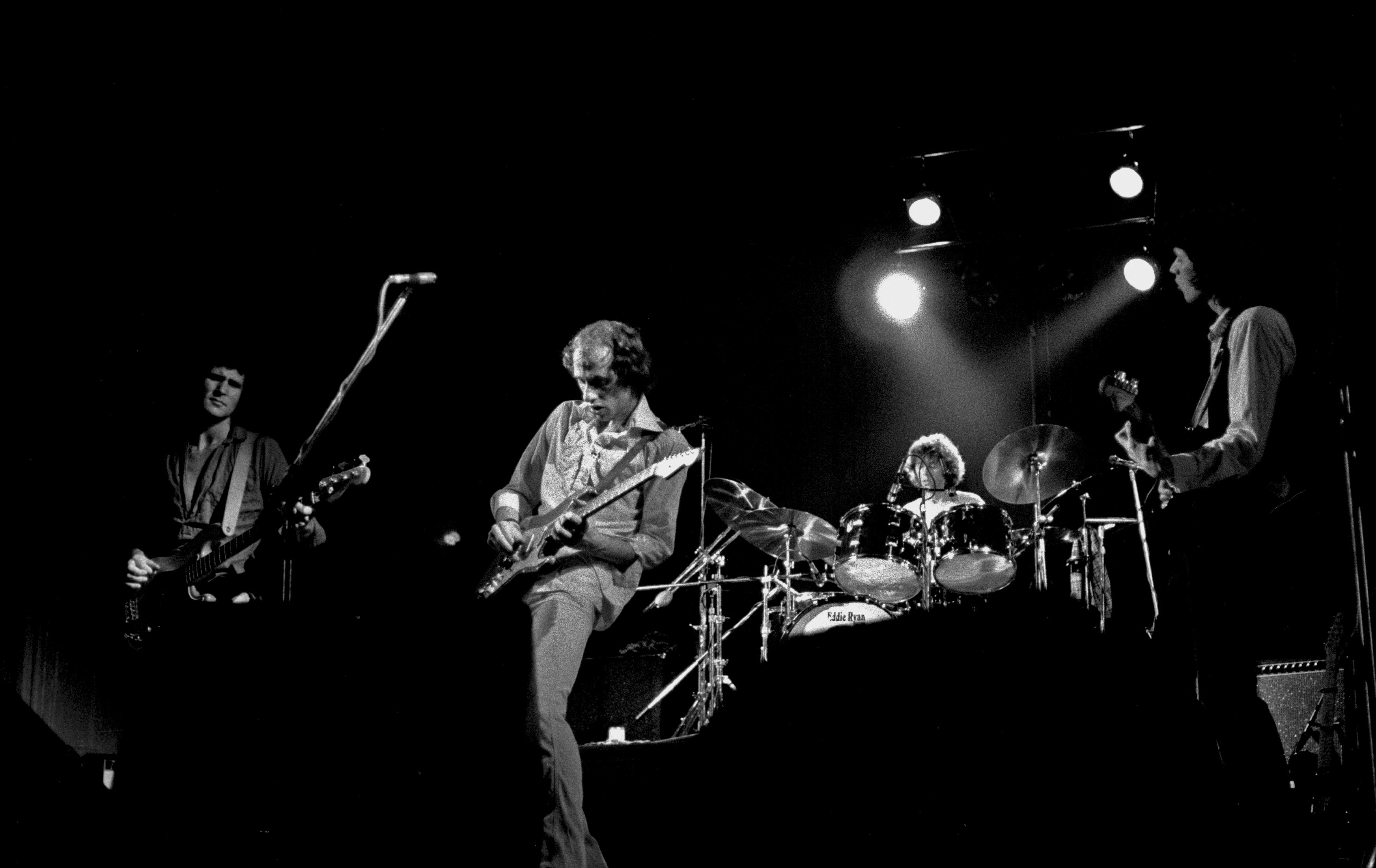
Dire Straits em Hamburg, 1978 John Illsley, Mark Knopfler, Pick Withers, David Knopfler.

### Aumentando a complexidade
Em 1980 a banda lançou seu terceiro álbum, Making Movies, marcando o início de arranjos mais complexos e produções que continuariam parecidas até o final do grupo, nos anos 1990. Contendo Romeo and Juliet, que se tornou um dos maiores hits da banda, o álbum também marcou a saída de David Knopfler enquanto sua produção ainda estava em progresso. O músico foi substituído por Sid McGinnis. Making Movies ainda contava com o tecladista Roy Bittan e foi produzido por Jimmy Iovine.
O tecladista Alan Clark e o guitarrista Hal Lindes se uniram à banda no quarto álbum, Love Over Gold, lançado em 1982 e primeiro álbum da banda produzido por Mark Knopfler. Logo após o lançamento do álbum o baterista Pick Withers deixou a banda para uma nova carreira no jazz. Seu substituto foi Terry Williams, anteriormente no Rockpile.
Em 1983 foi lançado um EP contendo a canção Twisting by the Pool, sendo seguido pelo álbum ao vivo duplo Alchemy: Dire Straits Live, no ano seguinte.

### EraBrothers in Arms
O Disco Brothers in Arms foi lançado em 1985 tornando-se então, o disco mais vendido de todos os tempos no Reino Unido. Alcançou também o topo das paradas em dezenas de países mundo fora, incluindo o Brasil. Foi origem de vários singles de sucesso, como o hit número 1 nos Estados Unidos Money for Nothing, que foi também o primeiro videoclipe apresentado na MTV do Reino Unido. Houve mudanças na formação da banda, com a adição do segundo tecladista Guy Fletcher e a saída de Hal Lindes durante as gravações, tendo sido substituído por Jack Sonni, vendedor de uma loja de instrumentos musicais que acabou convidado por Mark Knopfler para fazer parte do Dire Straits. Apesar disso, Hal permaneceu como membro oficial da banda até o lançamento do álbum. Além disso, conta-se que Terry Williams, então baterista da banda, chegou a deixar a Ilha de Montserrat, onde estava sendo gravado o álbum, por não estar agradando nas tomadas de estúdio. Para o lugar dele nas gravações, a banda contou com o baterista Omar Hakim, cujo nome aparece nos créditos do álbum. Após as gravações, Terry retomou o lugar na banda. O sucesso comercial do disco foi ajudado pelo facto de ter sido um dos primeiros álbuns completamente gravado e produzido no então novo formato CD, levando aos admiradores da nova tecnologia a venerarem o álbum.
A turnê mundial da banda de 1985-1986 foi de sucesso fenomenal. Após tocar várias vezes no Wembley Arena, a banda também participou em 13 de julho de 1985 no Live Aid, tocando Money for Nothing com a participação nos vocais de Sting, que ajudou na composição da música. A turnê terminou no Entertainment Centre em Sydney. O sucesso do disco e a participação no Live Aid tornaram o Dire Straits a banda que mais vendeu em meados da década de 1980.

### Era pós-Brothers in Arms
Em 1986, após o final da turnê de suporte ao álbum Brothers in Arms, a banda estendeu-se fora da mídia e Mark Knopfler concentrou-se em projetos solo, além de trilhas sonoras. O grupo reuniu-se novamente para o concerto de aniversário de 70 anos de Nelson Mandela em 1988, que contou com outras grandes participações como o Bee Gees, Phil Collins, Eric Clapton entre outros. No mesmo ano Terry Williams deixou a banda.
Após Knopfler ter trabalhado e participado de turnê com o Notting Hillbillies, o Dire Straits reuniu-se em 1990. O resultado foi o último álbum de estúdio da banda, On Every Street (1991), com sucesso e críticas moderadas. A turnê mundial de 1991-1992 não foi tão bem sucedida quanto a anterior. Em 1993 foi lançado o álbum ao vivo On the Night, documentando a turnê.

### Final da banda
Seguindo o lançamento de Live at the BBC, uma coleção de gravações ao vivo de seus anos anteriores, a banda terminou sem alardes em Junho de 1995, após Knopfler expressar não querer mais grandes turnês, partindo para um trabalho em tempo integral em material solo e trilhas sonoras de filmes, enquanto os outros integrantes partiram para carreiras distintas.

## Membros
- Mark Knopfler (1977–1995) – vocal  ·  guitarra
- David Knopfler (1977–1980) – guitarra  ·  teclado  ·  vocal
- John Illsley (1977–1995) – baixo  ·  backing vocal  ·  guitarra
- Pick Withers (1977–1982) – bateria
- Alan Clark (1980–1995) – teclado
- Hal Lindes (1980–1985) – guitarra
- Terry Williams (1982–1984, 1985–1988) – bateria
- Guy Fletcher (1984–1995) – teclado  ·  guitarra  ·  backing vocal
- Jack Sonni (1985–1988) – guitarra

## Discografia
Álbuns de estúdio
- Dire Straits (1978)
- Communiqué (1979)
- Making Movies (1980)
- Love Over Gold (1982)
- Brothers in Arms (1985)
- On Every Street (1991)

## Prêmios
- BRIT Awards 1983 - Melhor grupo britânico
- Grammy Awards 1986 - Melhor performance de rock por banda ou dupla (por "Money For Nothing")
- Grammy Awards 1986 - Melhor engenharia de gravação, não-Clássica (pelo disco "Brothers in Arms")
- Juno Award 1986 - Disco internacional do ano (Brothers in Arms)
- BRIT Awards 1986 - Melhor grupo britânico
- MTV Video Music Awards 1986 - Video do ano (por "Money for Nothing")
- MTV Video Music Awards 1986 - Melhor vídeo de banda (por "Money for Nothing")
- Grammy Awards 1987 - Melhor vídeo musical (por "Brothers in Arms")
- BRIT Awards - Melhor disco britânico (por "Brothers In Arms")
- Grammy Awards 2006 - Melhor disco em som surround para seus produtores de som sorround (para Brothers in Arms—20th Anniversary Edition, Chuck Ainlay, surround mix engineer; Bob Ludwig, surround mastering engineer; Chuck Ainlay and Mark Knopfler, surround producers)
- Indução no Rock & Roll: Hall of Fame 2018 - Curiosamente Mark Knopfler e seu irmão David não compareceram à cerimonia por razões pessoais, mas ex-integrantes da banda como John IIIsley, Alan Clark e Guy Fletcher compareceram no evento.